# 시사초점 (SBS)
서두원의 시사초점은 서두원 기자의 진행으로 SBS 러브FM에서 방송됐던 시사 프로그램이다. 원래 평일 오전 6시부터 오전 7시까지 2011년 4월 4일부터 SBS 라디오 봄 개편으로 첫방송되었으나 2013년 8월 9일을 끝으로 2년 만에 이 방송은 폐지되고 "서두원의 휴먼토크, 사람을 읽다"로 변경되어 주말 오전 9시부터 오전 10시까지 방송했다.

## 매일 코너
- 글로벌 뉴스
- 박상병의 정치인사이드
- 김진각의 뉴스분석
- 이동형의 정치1번지
- 정가&이슈 집중인터뷰